# Kispirit, Veszprém
Kispirit  este un sat în districtul Devecser, județul Veszprém, Ungaria, având o populație de 83 de locuitori (2011). 

## Demografie
Componența etnică a satului Kispirit
     Maghiari (100%)
Componența confesională a satului Kispirit
     Reformați (32,53%)
     Romano-catolici (28,92%)
     Luterani (12,05%)
     Necunoscută (26,51%)
Conform recensământului din 2011, satul Kispirit avea 83 de locuitori. Din punct de vedere etnic, majoritatea locuitorilor (100,0%) erau maghiari. Nu există o religie majoritară, locuitorii fiind reformați (32,53%), romano-catolici (28,92%) și luterani (12,05%). Pentru 26,51% din locuitori nu este cunoscută apartenența confesională.